# L'Épée-soleil
L'Épée-soleil est le dix-huitième tome de la série de bande dessinée Thorgal, dont le scénario a été écrit par Jean Van Hamme et les dessins réalisés par Grzegorz Rosiński.

## Synopsis
Thorgal, errant après avoir laissé sa famille pour leur éviter sa malédiction, arrive dans un pays gouverné depuis peu par Orgoff, un guerrier. Ce dernier semble avoir tiré son pouvoir d'une arme volée, dont l'ancienne propriétaire n'est pas inconnue de Thorgal...

## Publication
- Le Lombard, avril 1992  (ISBN 2-8036-0988-6)
- Le Lombard, janvier 2000  (ISBN 2-80361-462-6) (OCLC 893743720)
- Le Lombard, janvier 2016  (ISBN 978-2-8036-0988-8)